# Капитан Синдбад
«Капитан Синдбад» (англ. Captain Sindbad) — американо-немецкий фэнтезийный приключенческий фильм 1963 года, снятый режиссёром Байроном Хэскином, основанный на легенде о Синдбаде-мореходе. Премьера в мире состоялась 13 апреля 1963 года.

## Сюжет
Город Баристан. Джана, дочь султана-правителя города, влюблена в отважного морехода Синдбада, который скоро должен вернуться из очередного плавания. Однако на Джану уже положил глаз визирь Эль Керим, серый кардинал султана, обладающий фактической властью над Баристаном и известный своей жестокостью. Он приказывает придворному магу Галго уничтожить Синдбада. Галго не может отказать, так как у Эль Керима есть волшебное кольцо, дающее визирю полную власть над магом. Галго насылает на корабль Синдбада бурю и стаю птиц Рух, а также отправляет корабль на рифы. Синдбаду и его команде удается преодолеть все насланные магом бедствия, и они успешно доплывают до Баристана. Власть в городе уже в открытую захватил Эль Керим. Единственная формальность, которую он ещё не уладил — согласие Джаны на брак. Синдбад хитростью проникает во дворец визиря и пытается убить его, но после удара в сердце Эль Керим выживает. Его сердце спрятано в особо охраняемом месте — в башне, окружённой джунглями, заселёнными нечистью, поэтому обычным ударом его не убить. Поражённого Синдбада хватает стража и сажает его в подземелье. Утром он должен биться на арене в качестве гладиатора. Его противником оказывается нечто гигантское и невидимое. С помощью друзей, пробравшихся на стадион, Синдбад побеждает чудовище и вместе с командой направляется к башне, где спрятано сердце Эль Керима. Многие из его команды гибнут в джунглях, окружающих башню.
Эль Керим получает окончательный отказа Джаны от брака и приговаривает её к смертной казни. В тот момент, когда приговор собирались привести в исполнение, Синдбад добирается до сердца Эль Керима и причиняет визирю боль. Эль Керим срочно направляется в башню, прихватив с собой Галго. Он дерется с Синдбадом и почти побеждает, но Галго сбрасывает его сердце с башни и тем самым убивает его.
Фильм заканчивается свадьбой Синдбада и Джаны.

## В ролях
- Гай Уильямс — капитан Синдбад
- Хайди Брюль — принцесса Джана
- Педро Армендарис — визирь Эль Керим
- Абрахам Софаер — Галго, придворный маг
- Берни Хэмилтон — Киниус
- Маргарет Джанен — фрейлина
- Рольф Ванка — султан, отец Джаны
- Хельмут Шнайдер — Бендар, матрос Синдбада
- Уолтер Барнс — Рольф, матрос Синдбада
- Морис Марсак — Ахмед, матрос Синдбада
- Джеймс Добсон — Иффритч
- Генри Брэндон — полковник Кабар, правая рука Эль Керима
- Джон Кроуфорд — Арам
- Джеффри Тун — Мохар
- Лауренс Монтейн — Джафар

## Съёмочная группа
- Режиссёр: Байрон Хэскин
- Продюсеры: Фрэнк Кинг, Херман Кинг
- Сценаристы: Ян Маклеллан Хантер, Гай Эндор
- Операторы: Гюнтер Зенфтлебен[англ.], Эжен Шюфтан (нет в титрах)
- Композитор: Мишель Мишле

## Факты
- Сердце Эль Керима показано анатомически нереалистично — как классическое изображение сердца, а не так, как сердце выглядит на самом деле.
- Фильм выходил в то же время, что и трилогия о Синдбаде, созданная Чарльзом Шнеером и Рэем Хэррихаузеном.